# Zielonka
Zielonka è una città polacca del distretto di Wołomin nel voivodato della Masovia.
Ricopre una superficie di 79,23 km² e nel 2006 contava 17 180 abitanti.